# Philippe Sands

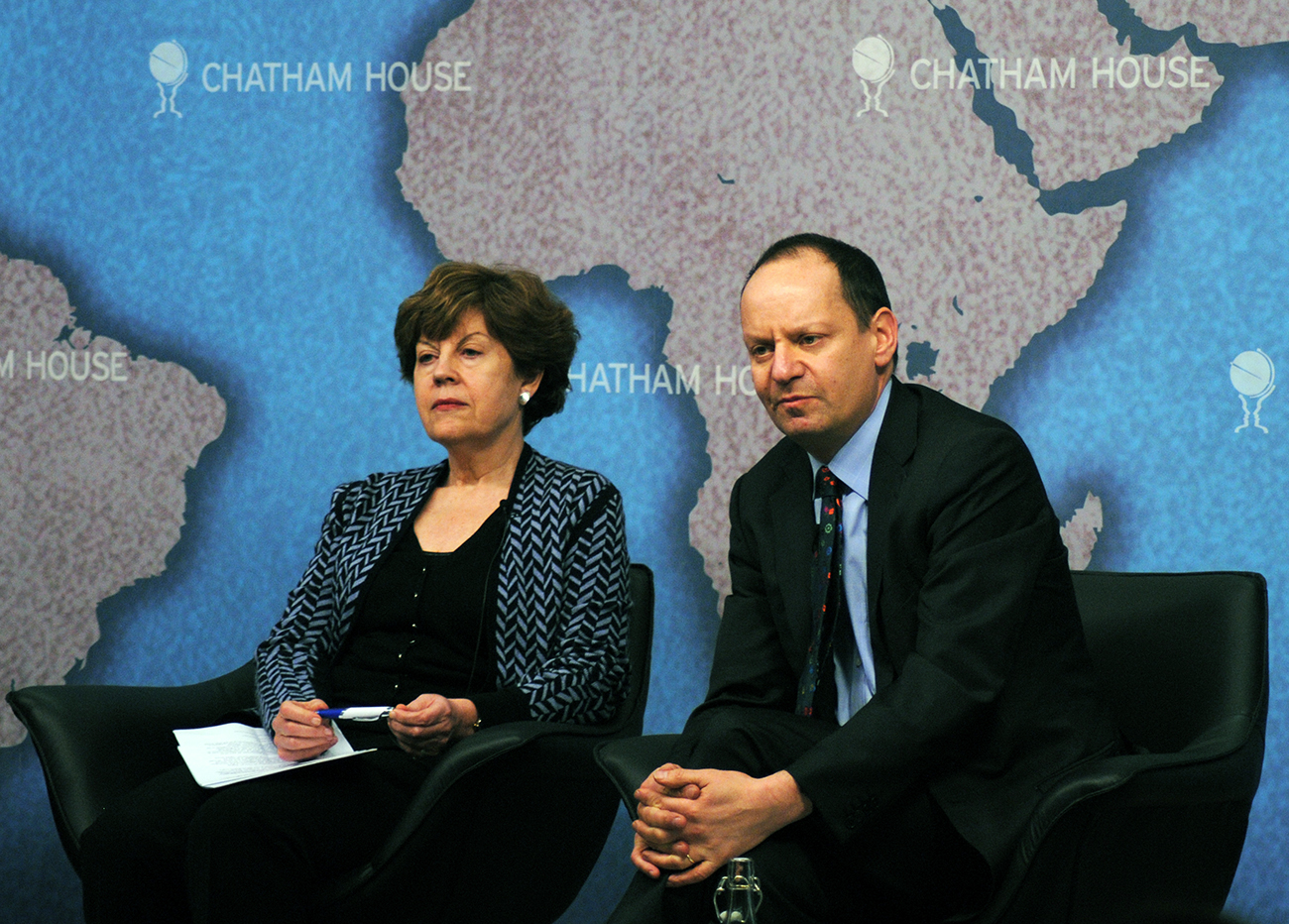
Philippe Sands mit Elizabeth Wilmshurst (2013)

Philippe Sands, KC, (geboren 17. Oktober 1960 in London) ist ein britisch-französischer Jurist und Schriftsteller. Er arbeitet als Barrister bei 11 King’s Bench Walk, ist Professor für Rechtswissenschaften und Direktor des Zentrums für internationale Gerichte (Centre on International Courts and Tribunals) am University College London.
Als Experte des Völkerrechts tritt Sands als Anwalt vor vielen internationalen Gerichten auf, einschließlich des Internationalen Gerichtshofes in Den Haag, dem Internationalen Seegerichtshof, dem Europäischen Gerichtshof, dem Europäischen Gerichtshof für Menschenrechte und dem Internationalen Strafgerichtshof. Außerdem gehört er den Richtergremien des Internationalen Zentrums zur Beilegung von Investitionsstreitigkeiten (ICSID) und des Internationalen Sportgerichtshofes (CAS) an.
Sands setzt sich für eine Verankerung des Ökozids im internationalen Strafrecht ein, um einzelne Personen für schwere Umweltschäden verantwortlich machen zu können. Seit dem 5. Februar 2018 ist Sands Vorsitzender des English PEN.

## Leben
Philippe Sands wurde am 17. Oktober 1960 als Sohn jüdischer Eltern in London geboren. Seinem Großvater Leon Buchholz gelang 1938 nach dem Anschluss Österreichs die Flucht, seine Wiener Urgroßmutter Amalia Buchholz wurde 1942 in Treblinka Opfer des Holocaust. Sands besuchte die University College School im Stadtteil Hampstead und studierte Jura am Corpus Christi College in Cambridge. Er erhielt seinen Bachelor of Arts in Rechtswissenschaften 1982 und absolvierte einen LLM Studiengang im Folgejahr, den er mit „first class honours“ abschloss. Danach verbrachte Sands ein Jahr als Gastwissenschaftler an der Harvard Law School.
Heute lebt Sands im Norden Londons zusammen mit seiner Frau und drei Kindern. In einem Interview mit dem Guardian sagte Sands einst: „Ich will als das Individuum ‘Philippe Sands’ wahrgenommen werden, nicht als ‘Philippe Sands der Brite’, ‘Londoner’ oder ‘Jude’.“

## Akademische Laufbahn
Von 1984 bis 1988 arbeitete Sands als Wissenschaftlicher Mitarbeiter am St. Catherine’s College in Cambridge und am Cambridge University Research Centre for International Law (heute Lauterpacht Centre for International Law). Er bekleidete außerdem akademische Ämter am Kings College London (1988–1993) und SOAS (1993–2001). Er war Professor für Rechtswissenschaften an der New York University Law School (1993–2001) und hielt Gastprofessuren an der Universität Paris I Sorbonne, der University of Melbourne, dem Graduate Institute of International and Developments Studies, der Indiana University Bloomington, der University of Toronto, der l Boston College Law School und der Universität Lviv.
2019 wurde Sands als “Samuel and Judith Pisar Visiting Professor of Law” an die Harvard Law School berufen. Er war Mitbegründer des Zentrums für Internationales Umweltrecht (Centre for International Environmental Law, 1989) und des Projektes über internationale Gerichte (Project on International Courts and Tribunals, 1997).
Sands ist Autor von sechzehn Büchern im Völkerrecht, unter anderem Lawless World (2005) und Torture Team (2008). Sein Buch East West Street: On the Origins of Genocide and Crimes against Humanity (2016) wurde mit zahlreichen Preisen ausgezeichnet, einschließlich des 2016 Baillie Gifford Prize for Non-Fiction. Sein jüngstes Buch ist Die letzte Kolonie – Verbrechen gegen die Menschlichkeit im Indischen Ozean (2023).

## Juristische Laufbahn
Sands trat 1985 der Anwaltschaft von England und Wales bei. Im Jahr 2000 war er eines der Gründungsmitglieder von Matrix Chambers und 2003 wurde er zum Queen’s Counsel ernannt. 2009 wurde Sands zum Bencher am Middle Temple gewählt.
Sands hat als Rechtsbeistand an zahlreichen internationalen Fällen gearbeitet, die eine weite Spanne von Rechtsgebieten umfassen, einschließlich:
- Streitigkeiten über maritime Grenzziehungen (in der Karibik, dem Atlantischen und Pazifischen Ozean);
- Streitigkeiten betreffend natürliche Ressourcen, Umweltverschmutzung und Umweltprüfung;
- Internationale Handelsstreitigkeiten;
- Streitigkeiten in Bezug auf die Immunität von ehemaligen und noch tätigen Regierungspersonen vor internationalen und nationalen Gerichten;
- Streitigkeiten, die in der United Nations Convention on the Law of the Sea begründet sind;
- Fälle, die den völkerrechtlichen Einsatz von Gewalt betreffen, Vorwürfen der Folter, Genozid, Selbstbestimmung und weitere Menschenrechtsverletzungen;
- Fälle zu Verletzungen des internationalen Strafrechts.

Sands ist als Jurist in mehr als zwei dutzend Fällen vor dem Internationalen Gerichtshof aufgetreten, unter anderem die Nuclear Weapons Advisory Opinion (für die Solomon Islands); the Georgia v. Russia dispute (für Georgien); Whaling in the Antarctic (für Australien); Legal Consequences of the Separation of the Chagos Archipelago from Mauritius in 1965; and Application of the Genocide Convention on the Prevention and Punishment of the Crime of Genocide (für Gambia). Des Weiteren wurde Sands als Rechtsbeistand in schiedsgerichtlichen zwischen-staatlichen Streitigkeiten berufen, einschließlich des Schiedsgerichtsverfahrens in Chagos Marine Protected Area (für Mauritius) und der Streitigkeit zwischen den Philippinen und China über Hoheitsrechte im Südchinesischen Meer (für die Philippinen).
Bevor er den Ruf zum Richter am Internationalen Zentrum zur Beilegung von Investitionsstreitigkeiten folgte (seit 2007), hat Sands in zahlreichen Investitionsstreitigkeitsfällen als Anwalt gearbeitet (einschließlich Tradex, Waste Management und Vivendi). Heute arbeitet Sands als Schiedsrichter in Investitions- und Sportstreitigkeiten.
2005 verursachte Sands Buch Lawless World eine fachliche und öffentliche Debatte im Vereinigten Königreich zu der Legalität des Irak-Krieges 2003. Das Buch umfasst eine Reihe von Themen, unter anderem auch das Strafverfahren gegen den früheren chilenischen Präsidenten Pinochet in London, die Gründung des Internationalen Strafgerichtshofes, den Krieg gegen Terror und die Erbauung und Inbetriebnahme des Gefangenencamps in Guantanamo Bay. In der zweiten Auflage von Lawless World (2006) deckte Sands auf, dass der damalige Premierminister des Vereinigten Königreiches Tony Blair US-Präsident George W. Bush Unterstützung der US-amerikanischen Pläne in den Irak einzufallen zusagte, ohne zuvor rechtlichen Rat zur Rechtmäßigkeit eines solchen Vorhabens einbezogen zu haben. Sands enthüllte ein Memorandum, das auf den 31. Januar 2003 datiert war, welches ein zweistündiges Treffen zwischen Blair und Bush dokumentierte, während dessen Bush die Möglichkeit ansprach, Saddam Husseins Streitkräfte zum Abschuss eines Lockheed U-2 Kriegsluftfahrzeugs zu verleiten, wodurch der Irak UN Sicherheitsratsresolutionen gebrochen hätte. Das Memorandum deckte auf, dass Blair Bush gegenüber seine Unterstützung zu einer solchen Kriegsführung zugesagt hatte. Dies steht im Widerspruch zu Blairs Erklärung vom 25. Februar 2003 im Britischen Parlament. Sands Ansicht nach gab es keine völkerrechtliche Grundlage, auf welche die Militärintervention im Irak 2003 gestützt werden könnte.
Sands Buch Torture Team (2008) erklärt die Rolle von führenden Juristen in der Bush-Verwaltung bezüglich der Autorisierung von Folter (einschließlich sogenannter „erweiterter Fragetechniken“ in Guantanamo Bay). Im Anschluss an die Veröffentlichung dieses Buches wurde Sands von dem britischen und dem niederländischen Parlament sowie dem US-Abgeordnetenhaus und dem US-Senat dazu eingeladen, mündliche und schriftliche Beweise darzulegen:
- UK House of Commons Select Committee on Foreign Affairs (1. Juni 2004)[16]
- UK House of Commons Select Committee on Foreign Affairs (April 2006)[17]
- US House of Representative Committee on the Judiciary (6. Mai 2008)[18]
- US Senate Committee on the Judiciary (19. Juni 2008)
- Untersuchung durch das niederländische Parlament: Davids Commission (September 2009)[19]

2009 berichtete Jane Mayer in der Zeitung The New Yorker von Sands Reaktion zu der Nachricht, dass der spanische Jurist Baltazar Garzón Anfragen erhalten hatte, sechs frühere Regierungsbeamte der Bush-Verwaltung wegen Kriegsverbrechen anzuzeigen.
Von 2010 bis 2012 war Sands als Beauftragter der britischen Regierungskommission über eine Menschenrechtscharta tätig. Der Kommissionsreport wurde im Dezember 2012 veröffentlicht. Sands und die Baronin Kennedy stimmten nicht mit der Mehrheit überein und ihr Dissens („In Defence of Rights“) wurde in der London Review of Books veröffentlicht.
Sands und Kennedy äußerten Bedenken, dass die Unterstützung für eine britische Menschenrechtscharta von dem Wunsch des Vereinigten Königreichs geleitet war, aus der Europäischen Menschenrechtskonvention auszutreten. In einem Artikel, welcher in der englischen Zeitung The Guardian im Mai 2015 veröffentlicht wurde, schrieb Sands, dass eine britische Menschenrechtscharta einige Menschen innerhalb des Vereinigten Königreiches mit mehr Rechten als andere ausstatten könnte, was wiederum „unvereinbar mit dem Wesen grundlegender Menschenrechte sei, wonach jeder Mensch ein Minimum an Rechten innehat“.
Am 17. September 2015 gab Sands eine öffentliche Vorlesung am obersten Gericht des Vereinigten Königreiches unter dem Titel “Climate Change and the Rule of Law: Adjudicating the Future in International Law”. Er äußerte die Ansicht, dass die Entscheidung eines internationalen Gerichts, wie des Internationalen Gerichtshofes, helfen könnte, den wissenschaftlichen Disput über den Klimawandel beizulegen, da ein solches Urteil verbindlich und rechtlich verfügend wäre.
Im Dezember 2015 entwarf Sands mit zwei Kollegen von Matrix Chambers ein Rechtsgutachten zu der Legalität von Waffenexporten aus dem Vereinigten Königreich nach Saudi-Arabien für Amnesty International, Oxfam und Saferworld. Das Gutachten folgerte, dass die Regierung des Vereinigten Königreiches durch die Autorisierung von Waffentransfers nach Saudi-Arabien ihre Verpflichtungen unter dem Arms Trade Treaty, dem Gemeinsamen Standpunkt der Europäischen Union für Waffenexporte und der UK’s Consolidated Criteria on Arms Exports, bricht.
Am 16. April 2018 schrieb Sands an einem Artikel für die Times mit, in dem er argumentierte, dass sich das Vereinigte Königreich hinsichtlich der Raketenangriffe auf Syrien in 2018 auf keine bestehende rechtliche Grundlage berufen könne.
Sands ist zusammen mit der senegalesischen Juristin Dior Fall Sow Co-Vorsitzender des 2020 von der "Stop Ecocide Foundation" ins Leben gerufenen 12-köpfigen internationalen Experten-Gremiums, das sich die Aufnahme des Ökozids als "Verbrechen gegen die Menschlichkeit in das Römische Statut des Internationalen Strafgerichtshofs zum Ziel gesetzt hat. Im Juni 2021 veröffentlichten sie den Entwurf für eine entsprechende Ergänzung.

## Schriften, Theater und Film
Sands ist Mitwirkender für die Financial Times und The Guardian sowie gelegentlicher Mitwirkender für die London Review of Books und Vanity Fair. Darüber hinaus kommentiert Sands regelmäßig aktuelle Fälle und Fragen des Völkerrechts auf Programmen wie dem BBC, Sky News, CNN, Al Jazeera sowie in nationalen Radio- und Fernsehstationen weltweit.
Seine schriftlichen Werke bildeten die Grundlage für drei aufgeführte Produktionen, die den öffentlichen und historischen Einfluss des Völkerrechts erforschen:
- Called to Account, eine gespielte Untersuchung rechtlicher Fragen zu dem Irak-Krieg (aufgeführt im Tricycle Theatre im April 2007);[31]
- Bühnenvorlesungen von Torture Team (aufgeführt im Tricycle Theatre in 2009,[32] auf dem Hay Festival in 2010,[33] und im Long Wharf Theatre in 2011[34]);
- A Song of Good and Evil (aufgeführt im South Bank’s Purcell Room von 29. bis 30. November 2014, in Stockholm’s Berwaldhallen am 14. Januar 2015,[35] Nürnbergs Gerichtssaal 600 auf Einladung der Deutschen Regierung anlässlich des 70. Jahrestages der Eröffnung der Nürnberger Prozesse am 21. November 2015[36] und Montauban's Théâtre Olympe de Gouges am 28. November 2015[37]). Das Stück wurde außerdem am King’s Place in London aufgeführt,[38] sowie in Australien, Istanbul, Brüssel, Den Haag und New York.

Sands Buch East West Street: On the Origins of Genocide and Crimes against Humanity (2016) wurde in zwanzig Sprachen übersetzt. Es war die Grundlage für die Dokumentation What Our Fathers Did: A Nazi Legacy. Der Film wurde unter der Regie von David Evans gedreht und feierte im April 2015 beim Tribeca Film Festival Premiere. Die Dokumentation wurde in den USA am 6. November 2015 und im Vereinigten Königreich am 20. November 2015 veröffentlicht.
Sands schrieb das Skript und erscheint selbst in dem Film, an der Seite von den Söhnen zweier prominenter Amtsträger und selbst Nationalsozialisten unter Hitler: Niklas Frank (der Sohn von Hans Frank, General-Gouverneur im besetzten Polen) und Horst von Wächter (der Sohn von Otto Wächter, Gouverneur von Krakau in Polen und Galizien in der Ukraine). Die Dokumentation, welche die Beziehung der beiden Söhne zu ihren Vätern untersucht, gewann den Yad Vashem Chairman’s Award auf dem Jerusalem Film Festival und wurde als „Bester Dokumentarfilm“ auf dem Stockholm Film Festival und für den Evening Standard British Film Awards nominiert.
In 2018 schrieb Sands die Dokumentation Intrigue: The Ratline über das Verschwinden des Nazis Otto Wächter, welche er im BBC Radio 4 vorstellte. In der Dokumentation erforscht Sands die sogenannten “Rattenlinien”, über die ehemalige Nazis der Justiz entflohen. 2020 veröffentlichte er ein Buch über dieses Thema.
Im Jahr 2019 veröffentlichte Sands eine Einleitung zu Franz Kafkas Der Prozess.
Für einige Jahre war Sands Vorstandsmitglied des Tricycle Theatre. Er ist zurzeit Vorsitzender der English PEN (Vorstandsmitglied seit Januar 2013). Sands ist außerdem Mitglied im Vorstand des Hay Festival of Arts and Literature, und er interviewte unter anderem Julian Assange (2011); Vanessa Redgrave (2011); Keir Starmer (2013); John Le Carré (2013); Lord Justice Leveson (2014) und Tippi Hedren (2016).

## Publikationen

### Allgemein
- Lawless World: America and the Making and Breaking of Global Rules. (2005; Arabische Ausgabe in 2007; Farsi Ausgabe in 2008; Chinesische Ausgabe in 2012; Türkische Ausgabe 2016)
- Torture Team: Rumsfeld's Memo and the Betrayal of American Values. (2008; Französische Ausgabe in 2009)
- East West Street: On the Origins of Genocide and Crimes against Humanity. (2016)
- My Lviv. (2016; gemeinsam mit Józef Wittlins My Lwów, veröffentlicht als City of Lions)
  - Rückkehr nach Lemberg : über die Ursprünge von Genozid und Verbrechen gegen die Menschlichkeit ; eine persönliche Geschichte. Übersetzung Reinhild Böhnke. S. Fischer, Frankfurt am Main 2018, ISBN 978-3-596-29888-4 .(Leseprobe online).
- The Ratline. Love, Lies and Justice on the Trail of a Nazi Fugitive. Weidenfeld and Nicolson, London 2020, ISBN 978-1-4746-0813-8.
  - Die Rattenlinie – ein Nazi auf der Flucht. Lügen, Liebe und die Suche nach der Wahrheit. Übersetzung Thomas Bertram. S. Fischer, Frankfurt am Main 2020, ISBN 978-3-10-397443-0.[52]
- The last colony. A tale of exile, justice and Britain’s colonial legacy. Weidenfeld&Nicolson, London 2022, ISBN	978-1-4746-1812-0.
  - Die letzte Kolonie – Verbrechen gegen die Menschlichkeit im Indischen Ozean. Übersetzt von Thomas Bertram. S. Fischer Verlag, Frankfurt am Main 2023, ISBN 978-3-10-397146-0.[53]
- 38 Londres Street. On Impunity, Pinochet in England and a Nazi in Patagonia.
  - Die Verschwundenen von Londres 38: Über Pinochet in England und einen Nazi in Patagonien. Übersetzt von Thomas Bertram und Henning Dedekind. S. Fischer Verlag, Frankfurt am Main 2025, ISBN 978-3-10-397125-5

### Akademisch
- Principles of International Environmental Law. Mit Jacqueline Peel. 1995, 2003, 2012, 2019.
- International Law and Developing Countries: Essays in Honour of Kamal Hossain. Herausgegeben mit Sharif Bhuiyan und Nico Schrijver. 2014.
- Hersch Lauterpacht, An International Bill of Rights (1945). (Herausgeber, mit Einleitung) 2013.
- Selecting International Judges: Principle, Process and Politics. :it Kate Malleson, Ruth Mackenzie und Penny Martin. 2010.
- The Manual of International Courts and Tribunals. Herausgegeben mit Ruth Mackenzie, Cesare Romano, Yuval Shany. 2010.
- Bowett’s Law of International Institutions. Mit Pierre Klein. 2001, 2009.
- Justice for Crimes against Humanity. Herausgegeben mit Mark Lattimer. 2003.
- From Nuremberg to the Hague. (Hg.) 2003.
- Vers une transformation du droit international? Institutionaliser le doute. 2000.
- Environmental Law, The Economy and Sustainable Development. Herausgegeben mit Richard Stewart und Richard Revesz. 2000.
- The International Court of Justice and Nuclear Weapons. Herausgegeben mit Laurence Boisson de Chazournes. 1999.
- Greening International Law. (Hg.) 1993.
- The Antarctic and the Environment. Herausgegeben mit Joe Verhoeven und Maxwell Bruce. 1992.
- Chernobyl: Law and Communication. 1988.

## Preise und Auszeichnungen
- 1999: Henri Rolin medal for contribution to international law
- 2005: Elizabeth Haub Prize for contribution to environmental law
- 2015: Honorary Doctorate in law, University of Lincoln
- 2016: Baillie Gifford Prize für East West Street[54]
- 2017 Jewish Quarterly-Wingate Prize für East West Street[55]
- 2017: Honorary Doctorate in Law, University of East Anglia
- 2017: British Book Awards, Non-Fiction Book of the Year
- 2017: Prix du Meilleur livre étranger (Sofitel) für East West Street[56]
- 2018: Prix Montaigne für East West Street[57]
- 2018: Prix du livre européen (Sonderpreis der Jury) für East West Street
- 2019: Ehrendoktorat, Universität Leuven
- 2019: Annetje Fels-Kupferschmidt onderscheiding prize
- 2023: Ehrenmitglied der British Academy
- 2023: Ehrenpreis des österreichischen Buchhandels für Toleranz in Denken und Handeln[58]
- 2025: Erich-Maria-Remarque-Friedenspreis[59]